# 毛花早熟禾
毛花早熟禾（学名：Poa ciliatiflora）为禾本科早熟禾属下的一个种。